# Fosfluconazol
Fosfluconazol ist ein Antimykotikum aus der Gruppe der Triazole und ein Ester des ebenfalls antimykotisch aktiven Fluconazols mit Phosphorsäure. Es hemmt die Ergosterolbiosynthese.

## Pharmakologie
Fosfluconazol hemmt die 14α-Demethylase, ein pilzspezifisches Cytochrom-P450-Isoenzym (CYP51A1), das für die Umwandlung von Lanosterol in Ergosterol verantwortlich ist. Ergosterolvorstufen werden in die Membran eingebaut und die Permeabilität für Zellbestandteile erhöht sich.

## Fertigarzneimittel
Prodif (J)
In Deutschland, Österreich und der Schweiz bestehen keine Zulassungen.